# چوب‌خزک نوک‌گوه‌ای
چوب‌خزک نوک‌گُوِه‌ای (نام علمی: Glyphorynchus spirurus) نام یک گونه از خانواده مرغان تنورساز است.